# أدريان كارديناس
أدريان كارديناس (بالإنجليزية: Adrian Cardenas) هو لاعب كرة قاعدة أمريكي، ولد في 10 أكتوبر 1987 في ميامي ليكس في الولايات المتحدة.

## وصلات خارجية
- أدريان كارديناس على موقع دوري كرة القاعدة الرئيسي (الإنجليزية)
- أدريان كارديناس على موقعبيزبول رفرنس.كوم (الدوري الرئيسي) (الإنجليزية)
- أدريان كارديناس على موقعبيزبول رفرنس.كوم (الدوري الثانوي) (الإنجليزية)
- أدريان كارديناس على موقع إي إس بي إن.كوم (أم.أل.بي) (الإنجليزية)
- أدريان كارديناس على موقع مشجعي الرسوم البيانية (الإنجليزية)